# Evacanthus bivittatus
Evacanthus bivittatus är en insektsart som beskrevs av Kuoh. Evacanthus bivittatus ingår i släktet Evacanthus och familjen dvärgstritar. Inga underarter finns listade i Catalogue of Life.